# Sky Cinema
Sky Cinema è la testata cinematografica di Sky Italia. Dal 2011 è diretta da Margherita Amedei.
La testata edita i programmi e ne cura il palinsesto sui canali televisivi dedicati al cinema presenti all'interno della piattaforma Sky.

## Storia
I canali tematici di Sky Cinema iniziano ufficialmente le proprie trasmissioni il 31 luglio 2003, insieme agli altri canali della piattaforma Sky.
A partire dal 10 luglio 2006, incominciano le prime trasmissioni in HD.
Dal 1º marzo 2008 tutti i canali Sky Cinema e Sky Primafila trasmettono in formato panoramico 16:9.
A partire dal 31 luglio 2010 tutti i canali Sky Cinema sono disponibili anche in alta definizione, con i sottotitoli in lingua originale in aggiunta a quelli già presenti in lingua italiana. Sempre nella stessa data ha debuttato Sky Cinema Active, un servizio interattivo che permette di consultare la programmazione dei canali in prima serata con orari e locandine.
Il 5 novembre 2016 Sky Cinema rinnova il logo e le grafiche dei suoi canali, uniformandosi alla controparte britannica.
Il 2 luglio 2018, rinnova il logo e le grafiche dei suoi canali, uniformandosi alla controparte britannica.
Dall'8 marzo 2019 i canali Sky Cinema vengono riorganizzati; oltre ai già esistenti Sky Cinema Uno, Family e Comedy, si aggiungono nuovi canali, suddivisi per tematica: Sky Cinema Due, Sky Cinema Collection, Sky Cinema Action, Sky Cinema Suspense, Sky Cinema Romance e Sky Cinema Drama. Dalla stessa data sono distribuiti, in esclusiva, i film di Universal Pictures.
Dal 19 marzo 2020, il nuovo slogan è Dove il cinema vive.
Il 15 gennaio 2021 Sky Cinema rinnova il logo e le grafiche dei suoi canali, uniformandosi alla controparte britannica.
Il 28 gennaio 2022 debutta al canale 313 Sky Cinema 4K. Il canale ha poi concluso le trasmissioni il 1º luglio 2023.
Il 1º dicembre 2023, in seguito ad una riorganizzazione dei canali Sky, vengono chiuse le versioni a definizione standard di Sky Cinema Due, Sky Cinema Collection, Sky Cinema Suspense, Sky Cinema Romance, Sky Cinema Drama, Sky Cinema Comedy e Sky Cinema Due +24.

## Canali

### Attivi
| LCN      | Logo | Nome                  | Storia |
| -------- | ---- | --------------------- | --- |
| 110, 301 |      | Sky Cinema Uno        | È il canale principale di Sky Cinema e dal 20 luglio 2009 è disponibile anche in alta definizione. Oltre a proporre prime visioni, trasmette appuntamenti settimanali fissi che propongono i maggiori successi degli ultimi mesi e rubriche di approfondimento su anticipazioni, gossip e curiosità inerenti al cinema. La versione in HD del canale ha sostituito il canale Sky Cinema HD dal 20 luglio 2009. Fino al 4 novembre 2016 era denominato Sky Cinema 1. |
| 302      |      | Sky Cinema Due        | Precedentemente noto come Sky Cinema Cult, Cult e Cult Network Italia, è il canale dedicato al cinema d'autore e alle produzioni indipendenti. È gestito da Sky Cinema dall'agosto 2011. |
| 303      |      | Sky Cinema Collection | È nato il 1º marzo 2008 come Sky Cinema Hits, a sua volta nato dalle ceneri di Sky Cinema 16:9, che trasmetteva pellicole nel formato 16:9. Dal 20 luglio 2009 è disponibile anche in alta definizione. Con la nuova denominazione, il canale dedica regolarmente la propria programmazione a rassegne e collezioni cinematografiche a tema, tra cui: - Sky Cinema Christmas, ogni anno durante il periodo natalizio, trasmette film a tema natalizio;; - Sky Cinema Oscar, ogni anno nel periodo della Notte degli Oscar, trasmette film che hanno ricevuto almeno un Oscar. - Sky Cinema Harry Potter, occasionalmente e ogni anno durante il periodo natalizio. Occasionalmente ha dedicato interi cicli nella propria programmazione alle saghe cinematografiche (Star Wars, Il Signore degli Anelli, Lo Hobbit, Il pianeta delle scimmie, Shrek, Pirati dei Caraibi, Ritorno al futuro, Men in Black, Bourne, Rocky ecc.), ai personaggi di fantasia (Spider-Man, Batman, ecc.), ai generi cinematografici (ad esempio il cinema di fantascienza), ai film delle più note case di produzione (come DC Comics e DreamWorks Animation), a temi specifici (l'universo femminile, il matrimonio ecc.), eventi (David di Donatello) e personalità del mondo del cinema (Sergio Leone, Carlo Verdone, Brad Pitt, George Clooney) e della letteratura (Agatha Christie). Inoltre, in un'occasione, ha trasmesso in 3D i 22 film più importanti della storia del cinema. Canali dedicati a James Bond, ai film Marvel Studios, ai film Pixar Animation Studios e ai film Walt Disney Pictures furono anche proposti prima della perdita dei diritti. |
| 304      |      | Sky Cinema Family     | Il canale offre una controproposta alla programmazione di Sky Cinema Uno, trasmettendo ogni giorno film di generi differenti: commedie, film d'animazione, teen-comedy, blockbuster e pellicole degli anni ottanta e novanta. È previsto un appuntamento per il pubblico femminile ogni venerdì in prima serata e cicli incentrati sulle star di Hollywood. Dal 1º aprile 2010, iniziano le trasmissioni in HD. Dal 3 dicembre 2011 al 30 giugno 2019, ogni weekend trasmetteva, sotto forma di contenitore, il canale Disney Cinemagic. |
| 305      |      | Sky Cinema Action     | In precedenza noto come Sky Cinema Max, è il canale che propone principalmente film d'azione. Dal 20 luglio 2009 è disponibile anche in alta definizione. |
| 306      |      | Sky Cinema Suspense   | È il canale dedicato ai film di genere: thriller, crime, horror e noir. |
| 307      |      | Sky Cinema Romance    | In passato denominato Sky Cinema Passion, è il canale dedicato principalmente ai film di amore, romantici e di passione, partito il 1º marzo 2011. |
| 308      |      | Sky Cinema Drama      | È il canale dedicato ai film di genere drammatico e biografico. |
| 309      |      | Sky Cinema Comedy     | È il canale dedicato alle commedie italiane e internazionali, proponendo classici e film cult del genere. Il canale è nato il 1º marzo 2011 sostituendo definitivamente Sky Cinema Italia. |
| 310      |      | Sky Cinema Uno +24    | Ritrasmette il palinsesto del canale di Sky Cinema Uno posticipato di 24 ore, riproponendo quindi i film già andati in onda il giorno precedente sul canale principale allo stesso orario. Fino al 20 dicembre 2008 era denominato Sky Cinema 3, diventando poi Sky Cinema +24 fino al 4 novembre 2016. Disponibile anche in HD. In seguito all'iniziativa Sky #IoRestoACasa, dal 4 aprile al 26 maggio 2020 il canale viene rinominato in Sky Cinema #IoRestoACasa 1, mentre dal 27 maggio al 30 giugno 2020 viene rinominato in Sky Cinema per te 1. |
| 311      |      | Sky Cinema Due +24    | Nato l'8 marzo 2019, ritrasmette il palinsesto del canale Sky Cinema Due posticipato di 24 ore. In seguito all'iniziativa Sky #IoRestoACasa, dal 4 aprile al 26 maggio 2020 il canale viene rinominato in Sky Cinema #IoRestoACasa 2, mentre dal 27 maggio al 30 giugno 2020 viene rinominato in Sky Cinema per te 2. Dal 12 agosto al 17 settembre 2020 e dal 4 al 20 marzo 2022 il canale diventa Sky Cinema per te 2. |

### Disponibili in passato
| Logo | Nome                    | Storia |
| ---- | ----------------------- | --- |
|      | Sky Cinema Mania        | Sky Cinema Mania, noto fino al 30 settembre 2006 come Sky Cinema Autore, offriva i film di produzione indipendente e i successi dei festival cinematografici. La programmazione comprendeva cinema d'autore, i cult movie, i director's cut, le cinematografie internazionali, le produzioni indipendenti, i servizi dai festival, backstage, interviste, documentari dedicati al cinema e approfondimenti quotidiani. Era disponibile anche in HD. Ha debuttato al lancio della piattaforma Sky. Ha terminato le trasmissioni il 1º marzo 2011, sostituito da Sky Cinema Passion.                               |
|      | Sky Cinema Italia       | Era il canale dedicato al cinema Italiano; trasmetteva una library di pellicole italiane, in particolare spaziando dagli anni quaranta agli anni novanta. Ha debuttato il 1º agosto 2009 con la trasmissione del film storico Il Gattopardo. Era disponibile anche in HD e ha terminato le trasmissioni il 1º marzo 2011, sostituito da Sky Cinema Comedy. |
|      | Sky Cinema 3D           | Secondo canale Sky a trasmettere in 3D, inizia le sue trasmissioni il 25 dicembre 2010 con il film A Christmas Carol per terminarle a gennaio 2011 con Alice in Wonderland di Tim Burton. Il canale torna a trasmettere il 10 aprile 2011, quando, in occasione del Rio Day, manda in anteprima i primi 5 minuti di Rio e poi il film L'era glaciale 3 - L'alba dei dinosauri per la prima volta in TV in 3D. Dal 6 settembre dello stesso anno si fonde con Sky Sport 3D dando vita a Sky 3D, disponibile ai canali 150, 215 e 321, il quale a sua volta ha cessato le proprie trasmissioni il 15 gennaio 2018. |
|      | Sky Cinema Classics     | Nato il 3 settembre 2004, era il canale dedicato alle pellicole che hanno rivestito un ruolo importante nella storia del cinema, dai lungometraggi in bianco e nero ai film degli anni ottanta. Dal 28 settembre 2012 una parte della library di MGM Channel fu ospitata sul canale all'interno del blocco televisivo MGM Gold. Era disponibile anche in HD. Ha chiuso l'8 marzo 2019 in seguito a una riorganizzazione dei canali Sky Cinema. |
|      | Sky Cinema Uno +1       | Era la versione timeshift di Sky Cinema Uno con la programmazione posticipata di un'ora. Ha debuttato, insieme ad altri canali, con il lancio della piattaforma Sky. Fino al 20 dicembre 2008 si chiamava Sky Cinema 2. Da quel giorno cambiò nome in Sky Cinema +1 (nome mantenuto fino al 5 novembre 2016). Era disponibile anche in HD. Ha chiuso l'8 marzo 2019 in seguito a una riorganizzazione dei canali Sky Cinema. |
|      | Sky Cinema Family +1 HD | Era la versione timeshift del canale Sky Cinema Family, con la programmazione posticipata di un'ora. Ha iniziato le sue trasmissioni il 30 marzo 2013 ed era l'unico canale Sky Cinema a essere disponibile esclusivamente in HD. Ha chiuso l'8 marzo 2019 in seguito a una riorganizzazione dei canali Sky Cinema. |
|      | Sky Cinema Max +1       | Era la versione timeshift di Sky Cinema Max con la programmazione posticipata di un'ora. Ha iniziato le proprie trasmissioni il 20 dicembre 2008, era disponibile anche in HD. Ha chiuso l'8 marzo 2019 in seguito a una riorganizzazione dei canali Sky Cinema. |
|      | Sky Cinema 4K           | Nato il 28 gennaio 2022, trasmetteva film e serie televisive Sky Original italiane in 4K HDR. Ha terminato le proprie trasmissioni il 1º luglio 2023. |

## Diritti cinematografici
Sky Italia ha accordi con le seguenti major e case di distribuzione cinematografica:
- 01 Distribution
- 102 Distribution
- Academy Two
- Adler Entertainment
- Altre Storie
- BiM Distribuzione
- Blue Swan Entertainment
- Cinema S.r.l.
- Cloud 9 Film
- Columbia Pictures/Sony Pictures Entertainment
- DreamWorks
- Eagle Pictures
- Europictures
- Fandango
- Filmauro
- HBO
- I Wonder Pictures
- Koch Media
- Leone Film Group
- Lucky Red

- M2 Pictures
- Medusa Film
- Minerva Pictures
- Miramax
- Movies Inspired
- New Line Cinema
- Nexo Digital
- No.Mad Entertainment
- Notorious Pictures
- Officine UBU
- Paramount Pictures
- Satine Film
- Teodora Film
- TriStar Pictures
- Tucker Film
- Universal Pictures
- Videa
- Vision Distribution
- Warner Bros.

## Loghi

31 luglio 2003 - 28 giugno 2010
28 giugno 2010 - 5 novembre 2016
5 novembre 2016 - 2 luglio 2018
2 luglio 2018 - 15 gennaio 2021
In uso dal 15 gennaio 2021